# Căbești
Căbești è un comune della Romania di 1 989 abitanti, ubicato nel distretto di Bihor, nella regione storica della Transilvania.
Il comune è formato dall'unione di 5 villaggi: Căbești, Goila, Gurbești, Josani, Sohodol.
Da segnalare la presenza nel comune di due chiese costruite in legno: Adormirea Maicii Domnului (Assunzione di Maria), del  1750 circa, nel villaggio di Goila e Sf. Nicolae (San Nicola), del 1799, nel villaggio di Gurbești.